# Tania Lawrence
Tania Lawrence (née le 13 septembre 1973 à Perth) est une femme politique australienne. Membre de le chambre des représentants depuis 2022, elle siège sous la bannière travailliste.

## Biographie
Lawrence nait à Perth. Après des études à l'université Murdoch et l'université d'Australie-Occidentale, elle lance une entreprise a Mundaring, où elle habite.
En 2015, Lawrence est élue première femme présidente de Motorcycling Australia (en).
En 2018, elle est candidate à une élection partielle dans Darling Range, une circonscription provinciale vacante après un scandale impliquant Barry Urban. Elle est défaite mais élue au parlement fédérale en 2022. Elle est réélue en 2025,.